# 工人国际委员会
工人国际委员会（英語：Committee for a Workers' International），简称工国委（CWI），是一个已不存在的托洛茨基主义政党和组织的国际联盟。它成立于1974年4月21日。总部位于英国伦敦。协商组织是世界大会，执行组织是国际执行委员会，行政组织是国际书记处。
2019年7月25日，工人國際委員會發生分裂，以英格蘭和威尔士支部社会党多數派為首的少數支部宣佈建立“重建工國委”。同年8月，工國委多數派舉行國際執行委員會會議，臨時定名为“工國委-多數派”。2020年2月1日，工国委-多数派改名為国际社会主义替代，结束两个工国委并存的局面。
工人国际委员会最主要的支部是英格兰和威尔士支部社会党，爱尔兰支部社会党则是工国委中唯一进入本国议会的支部。

## 支部
- 社会党
- 奥地利 社会主义左翼党
- 比利时 左翼社会党
- 玻利维亚 革命社会主义替代
- 巴西 自由、社会主义和革命
- 加拿大 社会主义替代
- 智利 革命社会主义
- 中国 中国劳工论坛
- 社会主义替代
- 賽普勒斯  北賽普勒斯 新国际主义左翼
- 捷克 社会主义替代未来
- 英格兰   社会党
- 芬兰 社会主义替代
- 法國 革命左翼
- 德国 社会主义替代
- 希腊 开始－社会主义国际主义组织
- 香港 社会主义行动
- 冰島 社会主义公正
- 印度 新社会主义替代
- 愛爾蘭  北爱尔兰 社会党
- 以色列  巴勒斯坦 社会主义斗争运动
- 義大利 国际抵抗
- 義大利 反潮流
- 战斗科特迪瓦
- 日本 国际团结
- 查谟和克什米尔 工人国际委员会克什米尔
- 哈萨克斯坦社会主义抵抗
- 黎巴嫩 工人国际委员会黎巴嫩
- 马来西亚 社会主义替代
- 墨西哥 革命左翼
- 荷蘭 社会主义替代
- 新西兰 社会主义之声
- 奈及利亞 民主社会主义运动
- 巴基斯坦 巴基斯坦社会主义运动
- 波蘭 社会主义替代
- 葡萄牙 革命社会主义
- 魁北克省 社会主义替代
- 羅馬尼亞 劳工之手
- 俄羅斯 社会主义替代
- 苏格兰 苏格兰社会党 (2010年)
- 南非 工人和社会党
- 南非 民主社会主义运动
- 西班牙 革命左翼
- 西班牙 革命社会主义
- 斯里蘭卡 联合社会党
- 苏丹 社会主义替代
- 瑞典 社会主义公正党
- 臺灣 国际社会主义前进
- 突尼西亞 社会主义替代
- 土耳其 社会主义替代
- 乌克兰 工人抵抗
- 美国 社会主义替代
- 委內瑞拉 革命左翼
- 委內瑞拉 革命社会主义